# Peridea arnoldi
Peridea arnoldi är en fjärilsart som beskrevs av Charles Oberthür 1911. Peridea arnoldi ingår i släktet Peridea och familjen tandspinnare. Inga underarter finns listade i Catalogue of Life.